# Basarab Panduru
Pour les articles homonymes, voir Basarab.
Basarab Nică Panduru est un footballeur roumain né le 11 juillet 1970 à Mârzănești.

## Carrière
- 1987-1990 : CSM Reșița  Roumanie
- 1991-1995 : Steaua Bucarest  Roumanie
- 1995-1998 : Benfica  Portugal
- 1995-1996 : Neuchâtel Xamax  Suisse  (prêt)
- 1998-1999 : FC Porto  Portugal
- 1999-1999 : Sport Club Internacional  Brésil
- 1999-2000 : SC Salgueiros  Portugal

## Palmarès

### En clubs
- Steaua Bucarest
  - Champion de Roumanie: 1993, 1994 et 1995.
  - Vainqueur de la Coupe de Roumanie: 1992.
  - Vainqueur de la Supercoupe de Roumanie: 1994 et 1995.

- Benfica
  - Vainqueur de la Coupe du Portugal: 1996.

- FC Porto
  - Champion du Portugal: 1999.
  - Vainqueur de la Supercoupe du Portugal: 1999.

### En sélection
- 22 sélections et 1 but avec l'équipe de Roumanie entre 1992 et 1996.